# Gaston About
Pour les articles homonymes, voir About.
Gaston About, né le 7 mars 1890 à Bruyères et décédé le 13 février 1954 à Bailleul, est un homme politique français.

## Biographie

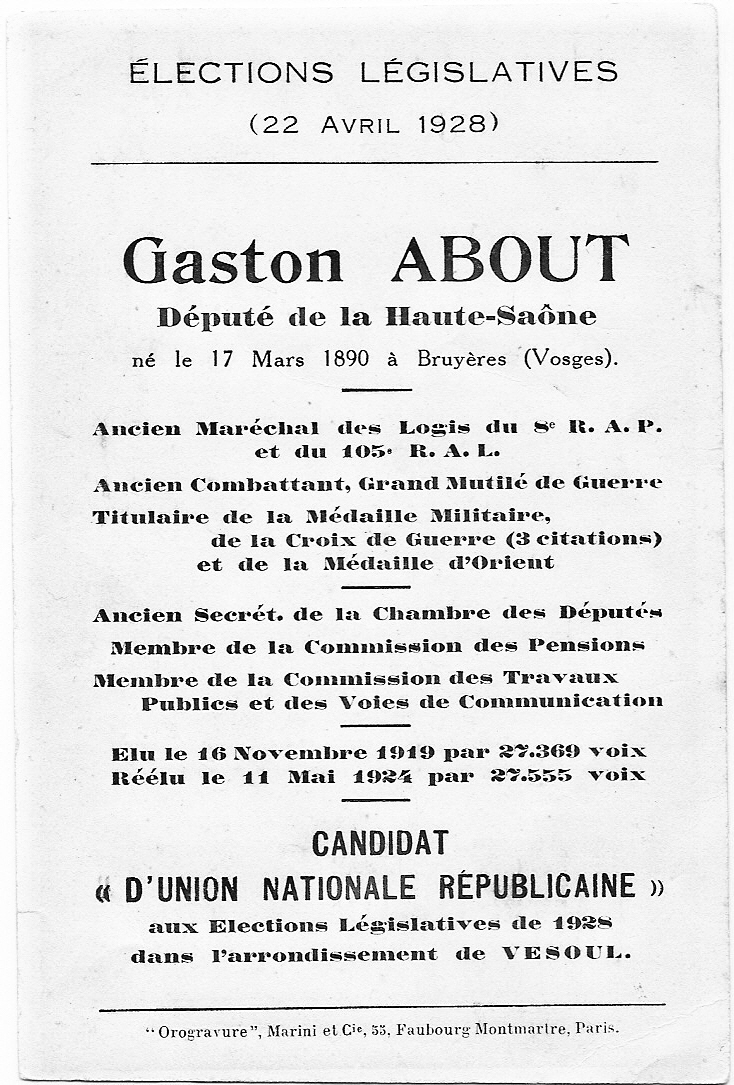
Affiche électorale d'une candidature de Gaston About

Il est député ERD puis URD de la Haute-Saône de 1919 à 1932.
Il obtient les statuts de commandeur de la Légion d'honneur, titulaire de la médaille militaire et de la croix de guerre 1914-1918.
About est aussi grand mutilé de la guerre 14-18.
Il est également directeur de l'EPSM, hôpital psychiatrique de Bailleul jusqu'en 1954, année de son décès.

## Distinctions
- Croix de guerre 1914–1918
- Médaille militaire (1916)
- Médaille commémorative d'Orient
- Commandeur de la Légion d'honneur (1946)